# Masaru Kurotsu
Masaru Kurotsu (黒津 勝, Kurotsu Masaru) est un footballeur japonais né le 20 août 1982. Il évolue au poste d'attaquant.

## Palmarès
- Vice-Champion du Japon en 2006, 2008 et 2009 avec le Kawasaki Frontale
- Champion de J-League 2 en 2004 avec le Kawasaki Frontale
- Finaliste de la Coupe de la Ligue japonaise en 2007 et 2009 avec le Kawasaki Frontale